# Miguel Flórez López
Miguel Eduardo Flórez López é um ciclista profissional colombiano, nasceu a 21 de fevereiro de 1996 no município colombiano de Duitama, (Boyacá). Actualmente corre para a equipa italiano de categoria Profissional Continental a Androni Giocattoli-Sidermec.

## Palmarés
2016
- 1 etapa da Volta a Portugal do Futuro
- 3º no Campeonato de Colômbia Contrarrelógio Sub-23

2019
- 1 etapa da Volta ao Táchira

## Resultados nas Grandes Voltas e Campeonatos do Mundo
Durante a sua carreira desportiva tem conseguido os seguintes postos nas Grandes Voltas e nos Campeonatos do Mundo:
| Carreira           | 2017 | 2018 | 2019 |
| ------------------ | ---- | ---- | ---- |
| Giro d'Italia      | -    | -    |      |
| Tour de France     | -    | -    | -    |
| Volta a Espanha    | -    | -    | -    |
| Mundial em Estrada | -    | -    | -    |

## Equipas
- Boyacá Raça de Campeões (2016)
- Wilier Triestina-Selle Italia (2017-2018)
- Androni Giocattoli-Sidermec (2019-)